# Europacup II 1967/68
De 8ste editie van de Beker der Bekerwinnaars werd voor de eerste keer gewonnen door AC Milan in de finale tegen Hamburger SV, de 3de Duitse finalist op rij.
32 teams namen deel waaronder 27 bekerwinnaars. FC Aberdeen, Lausanne Sports, Torpedo Moskou en NAC Breda waren bekerfinalist en Bayern München was als titelverdediger rechtstreeks geplaatst.

## Eerste ronde
| Team #1           | Tot.   | Team #2              | 1ste wed | 2de wed |
| ----------------- | ------ | -------------------- | -------- | ------- |
| Altay Izmir       | 2 - 3  | Standard Luik        | 2 - 3    | 0 - 0   |
| Aberdeen FC       | 14 - 1 | KR Reykjavík         | 10 - 0   | 4 - 1   |
| Raba ETO Győr     | 9 - 0  | Apollon Limassol     | 5 - 0    | 4 - 0   |
| AC Milan          | 6 - 2  | Levski Sofia         | 5 - 1    | 1 - 1   |
| Valencia CF       | 8 - 2  | Crusaders FC         | 4 - 0    | 4 - 2   |
| FK Austria Wien   | 1 - 4  | Steaua Bucureşti     | 0 - 2    | 1 - 2   |
| Bayern München    | 7 - 1  | Panathinaikos Athene | 5 - 0    | 2 - 1   |
| Fredrikstad FK    | 2 - 7  | Vitória Setúbal      | 1 - 5    | 1 - 2   |
| HJK Helsinki      | 1 - 8  | Wisła Kraków         | 1 - 4    | 0 - 4   |
| Hamburger SV      | 7 - 3  | Randers Freja        | 5 - 3    | 2 - 0   |
| Aris Bonnevoie    | 1 - 5  | Olympique Lyonnais   | 0 - 3    | 1 - 2   |
| Hajduk Split      | 3 - 6  | Tottenham Hotspur    | 0 - 2    | 3 - 4   |
| Floriana FC       | 1 - 3  | NAC Breda            | 1 - 2    | 0 - 1   |
| Shamrock Rovers   | 1 - 3  | Cardiff City         | 1 - 1    | 0 - 2   |
| FC Torpedo Moskou | 1 - 0  | BSG Motor Zwickau    | 0 - 0    | 1 - 0   |
| Lausanne Sports   | 3 - 4  | TJ Spartak Trnava    | 3 - 2    | 0 - 2   |

## Tweede ronde
| Team #1            | Tot.      | Team #2           | 1ste wed | 2de wed |
| ------------------ | --------- | ----------------- | -------- | ------- |
| Standard Luik      | 3 - 2     | Aberdeen FC       | 3 - 0    | 0 - 2   |
| Raba ETO Győr      | 3 - 3 (u) | AC Milan          | 2 - 2    | 1 - 1   |
| Valencia CF        | 3 - 1     | Steaua Bucureşti  | 3 - 0    | 0 - 1   |
| Bayern München     | 7 - 3     | Vitória Setúbal   | 6 - 2    | 1 - 1   |
| Wisła Kraków       | 0 - 5     | Hamburger SV      | 0 - 1    | 0 - 4   |
| Olympique Lyonnais | (u) 4 - 4 | Tottenham Hotspur | 1 - 0    | 3 - 4   |
| NAC Breda          | 2 - 5     | Cardiff City      | 1 - 1    | 1 - 4   |
| FC Torpedo Moskou  | 6 - 1     | TJ Spartak Trnava | 3 - 0    | 3 - 1   |

## Kwartfinale
| Team #1       | Tot.  | Team #2            | 1ste wed | 2de wed      | Playoff |
| ------------- | ----- | ------------------ | -------- | ------------ | ------- |
| Standard Luik | 2 - 2 | AC Milan           | 1 - 1    | 1 - 1 (n.v.) | 0 - 2   |
| Valencia CF   | 1 - 2 | Bayern München     | 1 - 1    | 0 - 1        |         |
| Hamburger SV  | 2 - 2 | Olympique Lyonnais | 2 - 0    | 0 - 2 (n.v.) | 2 - 0   |
| Cardiff City  | 1 - 1 | FC Torpedo Moskou  | 1 - 0    | 0 - 1 (n.v.) | 1 - 0   |

## Halve finale
| Team #1      | Tot.  | Team #2        | 1ste wed | 2de wed |
| ------------ | ----- | -------------- | -------- | ------- |
| AC Milan     | 2 - 0 | Bayern München | 2 - 0    | 0 - 0   |
| Hamburger SV | 4 - 3 | Cardiff City   | 1 - 1    | 3 - 2   |

## Finale
| Team #1  | Uitsl. | Team #2      |
| -------- | ------ | ------------ |
| AC Milan | 2 - 0  | Hamburger SV |